# 平和奥田
平和奥田株式会社（へいわおくだ、英: Heiwa Okuda Co., Ltd.）は、滋賀県東近江市にかつて存在した中堅のゼネコン及び不動産会社である。2009年に民事再生法の適用を申請し、主たる事業は株式会社シード傘下の平和建設株式会社に承継された（2014年7月にシードが平和建設を合併し、現在は株式会社メルディアDC）。

## 沿革
- 1933年5月 - 奥宗建設創業。
- 1953年12月 - 平和建設有限会社設立。
- 1954年12月 - 平和建設株式会社設立。
- 1995年2月 - 大阪証券取引所2部特別指定銘柄、京都証券取引所地域産業育成部銘柄に上場。
- 1996年1月 - 大阪証券取引所2部、京都証券取引所通常銘柄へ指定替え。
- 1999年6月 - 株式会社奥田組の営業部門を譲受。商号を平和奥田株式会社に変更。
- 2008年7月 - 元社長・奥宗嗣らが、特別背任容疑で逮捕される（詳細は後述）。
- 2008年7月15日 - 大阪証券取引所より上場廃止の決定。
- 2008年8月15日 - 上場廃止。
- 2009年1月30日 - 民事再生法の適用を申請。
- 2009年8月21日 - 京都市に本拠を置く建設会社株式会社シードが建設関連事業につき業務支援することを決定。基本協定書を締結[1]。
- 2009年11月10日 - 滋賀県を中心とする近畿二府四県、三重県及び愛知県の建築事業・住宅事業を承継する平和建設株式会社を設立[2]。
- 2010年1月14日 - 株式会社シードが平和建設株式会社の全株式を平和奥田株式会社から取得[2]。
- 2010年10月1日 - 株主総会で会社解散を決議

## 過去のテレビ提供番組
- サンデープロジェクト（テレビ朝日・朝日放送系列局全国ネット）10時台前半か後半（週替わり交代）
- 株式ワイドオープニングベル（テレビ東京・テレビ大阪・テレビ愛知）隔日提供

## 不祥事
- 和歌山県内の山林の資産価値について、実勢価格の約60倍に当たる2億円で同社に購入させ、同社に損害を与えたとして、同社の元社長と同社の役員、取引を仲介した千葉市の不動産会社役員ら4人が、大阪・滋賀両府県警から、7月25日に特別背任容疑で逮捕された[3]。